# Collision de l'aéroport de Paris-Charles-de-Gaulle
La collision de l'aéroport de Paris-Charles-de-Gaulle est un accident survenu dans la nuit du 25 mai 2000 à l'aéroport de Paris-Charles-de-Gaulle (CDG), en France, lorsqu'un McDonnell Douglas MD-83, assurant le vol Air Liberté 8807, est entré en collision durant la phase de décollage avec un Short 330, effectuant le vol Streamline Aviation 200.
Les deux appareils ont subi des dégâts importants à la suite de cette collision, qui a causé la mort d'un des deux pilotes à bord du Short 330 ; on ne compte aucun mort, ni blessé parmi les 157 passagers et membres d'équipage à bord du MD-83. L'accident a été imputé à une erreur du contrôleur aérien, qui a pensé à tort que le vol 200 était situé derrière le vol 8807, alors qu'il était en réalité déjà sur la piste lorsque le MD-83 a entamé son décollage.

## Avion et équipage

### Vol Air Liberté 8807
Le vol 8807 d'Air Liberté, un vol charter entre Paris, en France, et Madrid, en Espagne, était effectué par un McDonnell Douglas MD-83 construit en 1987 et immatriculé F‑GHED (numéro de série 49576/1422). Propulsé par deux moteurs Pratt & Whitney JT8D-219, il totalisait 27 957 heures de vol et 16 365 cycles (décollage/atterrissage) au moment de l'accident.
Le commandant de bord, âgé de 55 ans, totalisait 11 418 heures de vol et environ trois ans d'expérience sur le MD-83. Le copilote, âgé de 47 ans, cumulait 11 104 heures de vol à son actif et pilotait sur MD-83 depuis environ neuf mois au moment de l'accident.

### Vol Streamline Aviation 200

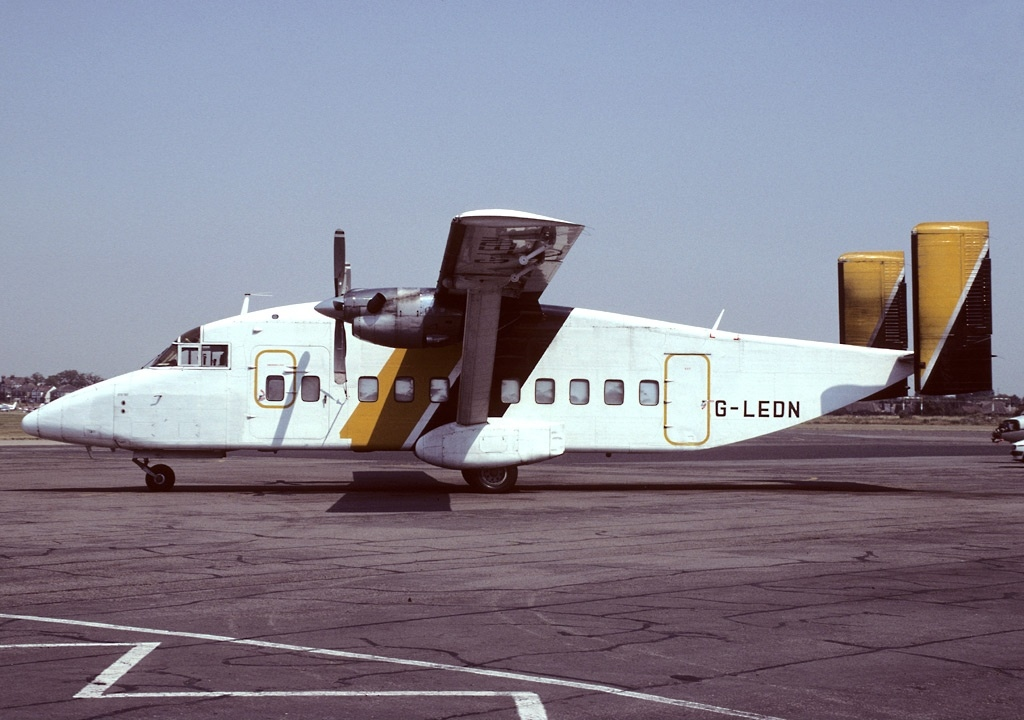
Le Short 330 accidenté, avec une immatriculation (G-LEDN) et une livrée précédente, ici à l'aéroport de Londres-Southend en août 1995.

Le vol 200 de Streamline Aviation était un vol cargo régulier à destination de Londres, au Royaume-Uni.
Il était assuré par un Short 330‑200, un bi-turbopropulseur sorti d'usine en 1981 et immatriculé G-SSWN (numéro de série SH.3064). Au moment de l'accident, il cumulait 15 215 heures de vol et 19 504 cycles (décollage/atterrissage).
Le commandant de bord, âgé de 41 ans, totalisait 2 440 heures de vol, dont 1 005 heures sur Shorts 330. Le copilote, âgé de 43 ans, comptait 4 370 heures de vol, mais n'avait que 14 heures d'expérience sur ce type d'avion.

## Accident
Le vol 200 a été autorisé à s'aligner et à attendre, en tant que numéro deux, depuis la voie de circulation 16. Cependant, le contrôleur aérien a cru à tort que l'avion était positionné derrière le MD‑83 opérant le vol 8807, alors qu'en réalité, le vol 200 entrait sur la piste de décollage via la voie de circulation 16. 
Le vol 8807 a ensuite été autorisé à s'aligner sur la piste 27 de CDG et a commencé sa course au décollage. Le vol 200 a établi un contact visuel avec le vol 8807 grâce à ses feux anti-collision et a immédiatement tenté de freiner. À une vitesse d'environ 155 nœuds (287 km/h), l'aile gauche du MD‑83 a percuté le coté droit du cockpit du Short 330. Le copilote du vol 200 a été tué sur le coup lors de l'impact, tandis que le commandant de bord a été grièvement blessé. Le MD‑83 a interrompu son décollage en toute sécurité.
La collision s'est produite de nuit, dans des conditions de circulation complexes, notamment des départs via des pistes en intersection, une charge de travail élevée du contrôle aérien (ATC) et une visibilité limitée en raison des conditions d'éclairage de la piste 27.

## Enquête
Le Bureau d'Enquêtes et d'Analyses pour la Sécurité de l'Aviation Civile français (BEA) a conclu que cet accident a été causé par une représentation mentale erronée de la situation par l'ATC, qui croyait que le Shorts 330 était derrière le MD-83, alors qu'en réalité, il était devant l'autre appareil. Parmi les autres facteurs ayant contribués à la collision, on compte une mauvaise communication entre les contrôleurs au sol et le contrôleur tour (LOC), une confusion liée aux transmissions radio (alors effectuées à la fois en anglais et en français), une mauvaise visibilité et le fait que l'équipage du vol 200 n'a pas confirmé sa position à l'ATC avant de s'engager sur la piste 27.

La cause probable de la collision est la suivante :

« La perception erronée de la position de l'avion par le contrôleur LOC, renforcée par le contexte et les méthodes de travail, qui l'ont conduit à autoriser le vol 200 à s'aligner, l'insuffisance systématique des procédures de vérification de l'ATC, qui a rendu impossible la correction de cette première erreur, et le fait que l'équipage du Short 330 n'ait pas dissipé les doutes qu'il avait sur la position de l'avion « n°1 » avant d'entrer sur la piste. »

Les facteurs contributifs ont été rédigés comme suit :
- La pollution lumineuse au niveau de la piste 27, qui rendait difficile un contact visuel directe pour le contrôleur LOC.
- La difficulté pour le contrôleur LOC d'accéder aux informations radar : l'image ASTRE était difficilement lisible et l'image AVISO n'était pas affichée à son poste de contrôle.
- L'utilisation de deux langues pour les communications radio signifiait que l'équipage du vol 200 n'était pas conscient que le MD 83 allait décoller.
- L'angle entre la voie de circulation 16 et la piste 27 a rendu impossible pour l'équipage du Short 330 d'effectuer un contrôle visuel avant d'entrer sur la piste.
- Le manque de coordination entre les contrôleurs au sol et le contrôleur LOC dans la gestion des avions, aggravé par la présence d'un tiers dont le rôle n'était pas défini.
- Un système de rétroaction récent et encore sous-développé.

## Conséquences
Le MD-83 a été réparé et remis en service, tandis que le Short 330  a été endommagé de manière irréparable, puis a par la suite été retiré du service. À la suite de cet accident, le BEA a émis plusieurs recommandations pour un contrôle aérien obligatoire en anglais uniquement à CDG, des protocoles de communication améliorés et une vérification plus stricte des différentes entrées sur les pistes.